# 三井礼子
三井 礼子（禮子、みつい れいこ、1905年（明治38年）3月16日 - 1989年（平成元年）1月13日）は、日本の女性史研究者、歴史家。

## 来歴・人物
東京市出身。（三井高棟〔三井家総領家当主〕）四女に生まれる。女子学習院高等科に進み、蒙古史や東洋歴史論などで著名な河野元三に師事すると1924年（大正13年）卒業。東京帝国大学文学部（現東京大学文学部）に聴講生として通いはじめマルクスやエンゲルスに立脚する歴史を学ぶ。同年に三井高篤と結婚後、1929年から4年余りを海外で過ごし、やはり海外赴任に帯同していた石本（加藤シヅエ）に出会う。
1946年（昭和21年）民主主義科学者協会設立に参画すると、そのもとに婦人問題研究会を組織した。女性史の研究を続け講演を重ね、のちに三井文庫の財団化に尽力、1965年（昭和40年）に財団法人が設立される。渡部義通（政治家、歴史学者）と再婚、堀見俊吉が1982年頃に渡辺に問い合わせ、神山茂夫のブランコ・ド・ヴケリッチ資料を望んだところ三井から複写が届き、それをヴケリッチの家族の山崎淑子に転送したというエピソードがある。

## 主な著作
1930年代初頭に海外で暮らした折に加藤シヅエに出会い、1934年頃の帰国後に世界女性史・エンサイクロペディアの日本編編纂を加藤らと開始する。このメンバーには、長谷川時雨らの参加もあった。女性解放の研究で執筆と講演を続けたのち、三井文庫嘱託研究員として三井家を中心に女性史の研究をつづけた。
『近代日本の女性』(五月書房、1953年)は、自由民権、デモクラシー、ファシズム、戦争そして戦後の民主化、アプレゲールと、その中での工女や婦人解放、女性の政治参加など、現代のジェンダー史論の基礎が収載されている。『現代婦人運動史年表』は、5年がかりでまとめた大作である。
監訳に『三井 : 日本における経済と政治の三百年』がある。

### 寄稿
- 書評「井上清著「日本女性史」」『読書倶楽部』第4巻第10号、読書研究会 (編)、東京 : 日本出版広告社、1949年11月、24-25頁。
- 「母系制についてのいくつかの感想」『歴史学研究』通号191号、歴史学研究会号(編)、績文堂出版、1956年1月、45-49頁。doi:10.11501/3566121。
- 「福田英子」『歴史評論 = Historical journal』第106号; 1959年6月号、歴史科学協議会、1959年6月、93-94頁。ISSN 0386-8907。
- 「婦人論の古典--特集・日本の婦人問題,その現状の検討」『教育評論』、東京 : アドバンテージサーバー、通号第123号、1962年3月、50-52頁。ISSN 0023-5997。
- 「女性史へのあゆみ--歴史への旅」『歴史評論 = Historical journal』第178号; 1965年6月号、歴史科学協議会 (編)、46-48頁。全国書誌番号:10232880、doi:10.11501/10232880。ISSN 0386-8907。
- 「〈女性史研究会〉の20年」『歴史評論 = Historical journal』第195号 ;1966年11月号、歴史科学協議会 (編)、81-88頁。
- 「戦前の婦人解放史--主体性の成立と展開」『教育評論』通号: 201号、1967年、29-35頁。ISSN 0023-5997、OCLC 5174262575。
- 村田静子、松本新八郎 (共著)「揺籃期の女性史研究(私の歴史研究) (女性論の今日<特集>)」『歴史評論』第443号、校倉書房、1987年、105-119頁。ISSN 03868907。
- 三井礼子『女性史の視座』総合女性史研究会 (編)、東京 : 吉川弘文館〈日本女性史論集 ; 1〉、1997年。全国書誌番号:98038518、ISBN 4-642-01351-2。

## 関連資料
- ジョン・G・ロバーツ、Roberts, John G.『三井 : 日本における経済と政治の三百年』、安藤良雄、三井禮子 (監訳)、ダイヤモンド社、1976年[15]。
- 「三井礼子」胡澎『戦時体制下日本の女性団体』莊嚴 (訳)、こぶし書房、2018年、24頁、27頁。全国書誌番号:23082827。